# Liste der Kulturdenkmäler in Buhlenberg
In der Liste der Kulturdenkmäler in Buhlenberg sind alle Kulturdenkmäler der rheinland-pfälzischen Ortsgemeinde Buhlenberg aufgeführt. Grundlage ist die Denkmalliste des Landes Rheinland-Pfalz (Stand: 12. Juni 2023).

## Einzeldenkmäler
| Bezeichnung           | Lage                    | Baujahr | Beschreibung | Bild |
| --------------------- | ----------------------- | ------- | --- | ---- |
| Quereinhaus           | Brückener Straße 2 Lage | 1911    | stattliches Quereinhaus mit Krüppelwalmdach, 1911                                                                      | BW   |
| Quereinhaus           | Hauptstraße 24/24a Lage | um 1800 | Quereinhaus, teilweise Fachwerk (verputzt), Krüppelwalmdach, im Kern wohl um 1800; Kieselpflasterung; ummauerte Gärten | BW   |
| Dorfgemeinschaftshaus | Hauptstraße 32 Lage     | 1913    | ehemalige Schule; zeittypischer Mansarddachbau mit Türmchen, 1913                                                      | BW   |